# Juliana's kopermol
De Juliana's kopermol (Neamblysomus julianae)  is een zoogdier uit de familie van de goudmollen (Chrysochloridae). De wetenschappelijke naam van de soort werd voor het eerst geldig gepubliceerd door Jurgens Meester in 1972.

## Voorkomen
De soort komt voor in noordoostelijk Zuid-Afrika.